# Ingsoc

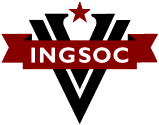
A logo da Ingsoc

Ingsoc é o nome do acrônimo "Socialismo Inglês" no idioma fictício novilíngua com o qual se denomina à ideologia do partido governante no romance 1984 de George Orwell. Em tal livro, o Ingsoc não é somente o nome do partido que dirige com mão de ferro os destinos do estado totalitário intercontinental de Oceânía, uma das três porções do mundo no romance, mas sua própria ideologia.